# Koudelka
Koudelka (яп. クーデルカ Ку:дэрука) — японская ролевая игра с элементами survival horror и тактических ролевых игр, разработанная компанией Sacnoth для консоли PlayStation. Игра была выпущена 16 декабря 1999 года в Японии, 29 июня 2000 года в Северной Америке и 29 сентября 2000 года в Европе.
Действие Koudelka происходит в той же вселенной, что и действие серии игр Shadow Hearts. В первой игре серии можно встретить главную героиню, но она не будет ключевым персонажем.

## Игровой процесс
История выполнена в смешанном стиле survival horror и тактической ролевой игры. Видеоигра наполнена готическим антуражем и близка к мрачным, мистическим триллерам. Местами геймплей напоминает игры серии Resident Evil, выходившие на платформе PlayStation. Из-за мистического сюжета, игра рассчитана на более взрослую аудиторию по сравнению со среднестатистической игрой для PSX.
Как и известные игровые проекты того времени (такие как Final Fantasy VII, Parasite Eve) в игре полностью полигональные персонажи перемещаются по заранее подготовленным фоновым изображениям. Сражения в игре начинаются случайно, во время перемещения по игровым локациям.
Важной особенностью проекта является полное отсутствие в игре так называемых «магазинов», в которых играющий мог бы покупать новые предметы, броню и т. д. Все эти вещи в Koudelka игрок может только находить в тайниках или получать в качестве трофеев после битвы. Ещё одна примечательная черта проекта — оружие имеет свойство ломаться. Контрольные точки с сохранением в игре чаще всего встречаются только после победы над очередным боссом.

## Сюжет
Действие видеоигры начинается в туманном 1898 году в окрестностях города Аберистуит, в королевстве Уэльс, в центре сюжета — странные события, происходящие в монастыре Неметон, и трое главных персонажей, волею судьбы вовлеченные в эту таинственную историю.
После серии видений Куделка Иасант (англ. Koudelka Iasant), молодая девушка-медиум, наделенная сверхъестественными способностями, прибывает в монастырь для собственного расследования. Здесь она встретится с ещё двумя героями видеоигры — молодым искателем приключений Эдвардом Планкеттом (англ. Edward Plunkett) и святым отцом, посланным сюда Ватиканом, — Джеймсом О’Флаэрти (англ. James O'Flaherty) .
История повествует о том, как много лет назад зрелый мужчина средних лет, капитан корабля The Mary Alice, попал в несчастный случай. Капитан корабля, его зовут Огден, получил серьёзную травму и в ходе выяснения обстоятельств несчастного случая был во всем обвинён.
Он и его жена (её зовут Бесси), всё ещё имеющие средства на существование за счет этого корабля, приобретают старый монастырь находящийся в окрестностях города Аберистуит. Огден и Бесси становятся близкими друзьями с доброжелательной девушкой по имени Эллейн, которая верит, что случившиеся с капитаном много лет назад, на корабле, не его вина. Юная Эллейн была замужем за алхимиком по имени Патрик.
Чуть позже, происходит ещё один несчастный случай, по вине грабителей, ворвавшихся в дом прелестная Эллейн была убита. Это одно из ключевых событий в прологе.
В безутешных печалях проводят они дни в поисках способа, вернуть её к жизни. После долгих поисков Патрик на свою буйную голову находит старинный манускрипт, в котором рассказывается как вернуть к жизни мёртвого. К сожалению, для совершения ритуала требуются жертвоприношения. И вскоре Огден и Патрик начинают искать воров и убийц, а немного позже и попросту жителей города. После 200 жертв заклинание начало действовать, но все пошло, как и водится в таких историях, совсем не по плану. Эллейн вернулась к жизни, вернее только её тело, но не душа. Она превратилась в монстра. Ко всему прочему, ожили все жертвы этого заклинания в виде призраков, монстров и тому подобной нечисти.
Куделка была призвана духом Эллейн. Эдвард пришёл, потому что слышал странные слухи, а Джеймс по личным делам.

## Музыкальное сопровождение
Треками с вокалом являются композиции с названиями Requiem (музыка из вступительного ролика) и Ubi Caritas Et Amor (музыка из финального ролика). Большая часть композиций на диске с саундтреком представляет собой 30-60 секундные музыкальные куски из самой видеоигры, вставленные в игру для драматизма и атмосферы (Background Music). Также на диске присутствуют четыре музыкальные темы, звучащие во время битв в игре. Поименно это следующие композиции: Waterfall — музыка стандартных битв, Incantation Again — музыка для битв с боссами,Patience — для битвы с Ellaine, Kiss Twice — битва с финальным боссом.

### Список композиций
| №   | Название              | Длительность |
| --- | --------------------- | ------------ |
| 1.  | «Requiem»             | 1:31         |
| 2.  | «Ubi Caritas et amor» | 2:43         |
| 3.  | «Dead»                | 4:42         |
| 4.  | «Waterfall»           | 8:11         |
| 5.  | «Incantation again»   | 5:24         |
| 6.  | «Patience»            | 4:41         |
| 7.  | «Kiss twice»          | 6:37         |
| 8.  | «#scene13»            | 0:44         |
| 9.  | «#scene8»             | 0:26         |
| 10. | «#scene7a»            | 0:27         |
| 11. | «#scene7b»            | 0:55         |
| 12. | «#scene7c»            | 1:26         |
| 13. | «#scene10»            | 0:24         |
| 14. | «#scene6a»            | 0:43         |
| 15. | «#scene6b»            | 0:42         |
| 16. | «#scene11»            | 0:32         |
| 17. | «#scene4»             | 0:23         |
| 18. | «#scene2Ba»           | 0:30         |
| 19. | «#scene2Bb»           | 0:26         |
| 20. | «#scene2Bd»           | 0:45         |
| 21. | «#scene14»            | 0:44         |
| 22. | «#scene12a»           | 0:47         |
| 23. | «#scene12b»           | 0:16         |
| 24. | «#scene12c»           | 0:23         |
| 25. | «#scene15a»           | 0:31         |
| 26. | «#scene15b»           | 0:27         |
| 27. | «#scene18»            | 1:10         |
| 28. | «#scene17»            | 0:30         |
| 29. | «#scene19»            | 0:50         |
| 30. | «#scene20»            | 1:16         |
| 31. | «#Live Waterfall»     | 4:10         |
| 32. | «#Live Incantation»   | 5:28         |
| 33. | «#Live Patience»      | 4:07         |

## Хироки Кикута
Хироки Кикута, более всего известен как автор музыки для Seiken Densetsu 2,3, Secret of Mana, Soukaigi, выпущенных компанией Square. В 1997 году он основал фирму Sacnoth. В видеоигре Koudelka, Кикута воплотил свою идею о новой динамической боевой системе. Вдохновение при создании музыки он черпал из первых частей Resident Evil.

## Оценки
| Сводный рейтинг | Сводный рейтинг |
| Агрегатор       | Оценка          |
| --------------- | --------------- |
| GameRankings    | 59,65 %         |